# Wrubiwka
Wrubiwka (ukr. Врубівка) – osiedle typu miejskiego na Ukrainie, w obwodzie ługańskim, w rejonie siewierodonieckim. W 2001 liczyło 1161 mieszkańców.